# Oeax lateralis
Oeax lateralis es una especie de escarabajo longicornio del género Oeax, subfamilia Lamiinae. Fue descrita científicamente por Jordan en 1903.
Se distribuye por Camerún, Costa de Marfil, Guinea Ecuatorial, Uganda, República Centroafricana y República Democrática del Congo. Posee una longitud corporal de 11 milímetros.